# Phacelia welshii
Phacelia welshii är en strävbladig växtart som beskrevs av Atwood. Phacelia welshii ingår i Faceliasläktet som ingår i familjen strävbladiga växter. Inga underarter finns listade i Catalogue of Life.